# Бычок (приток Казённого Торца)
Бычо́к (укр. Бичо́к; Бычек) — левый приток реки Казённый Торец, расположенный на территории Славянского района и Краматорского горсовета (Донецкая область, Украина).

## География
Длина — 20 км. Площадь бассейна — 106 км². Уклон реки — 4,1 м/км. Русло реки (отметки уреза воды) в среднем течении (пруд между селом Сергеевка и микрорайоном Городещино) находится на высоте 89,7 м над уровнем моря. Русло в верхнем течении — маловодное и пересыхает. Создано несколько прудов.
Берёт начало в балке Коваленков Яр восточнее села Андреевка. Река течёт на северо-восток. Впадает в Казённый Торец (на 43-м км от её устья) в городе Краматорск — западнее микрорайона Партизанский, непосредственно севернее административной границы Краматорского горсовета с Славянским районом.
Притоки: (от истока к устью)
1. балка Широкая (пр)
2. балка Тройчатая (пр)

Населённые пункты (от истока к устью):
- Славянский район: Роганское, Сергеевка
- Краматорский городской совет: Краматорск